# César Nava Vázquez
José César Nava Vázquez (Morelia, Michoacán; 16 de julio de 1974) es un abogado y político mexicano, miembro del Partido Acción Nacional. Ha sido diputado federal y de 2006 a 2008 fue secretario particular del presidente Felipe Calderón y fue presidente del PAN del 8 de agosto de 2009 al 4 de diciembre de 2010.

## Carrera política
César Nava es egresado de la Licenciatura en Derecho por la Universidad Panamericana (1992-1997), cuenta con una Especialidad en Obligaciones y Contratos por la Escuela Libre de Derecho (1999-2000) y una Maestría en Derecho por la Universidad de Harvard (2004-2005) , inició su actividad política en 1995 al ser electo dirigente de la Secretaría Nacional de Acción Juvenil, durante la presidencia del CEN de Carlos Castillo Peraza; se ha desempeñado como diputado Federal en la LVIII Legislatura donde fungió como subcoordinador de proceso legislativo de la bancada del PAN; ha sido Director Jurídico de Pemex y Asesor Jurídico de la Secretaria de Energía cuando era encabezada por Felipe Calderón Hinojosa.
En 2005 fue designado Secretario General adjunto del Comité Ejecutivo Nacional del PAN, donde ejerció las funciones de vocero de la campaña de Felipe Calderón, al término del proceso electoral fue designado Secretario particular del presidente electo y al asumir la presidencia Calderón lo confirmó como su secretario particular.
El 25 de noviembre de 2008 presentó su renuncia a la secretaría particular del Presidente, para buscar ser candidato de su partido a diputado federal y siendo sustituido en el cargo por Luis Felipe Bravo Mena; el mismo día, Germán Martínez Cázares, Presidente Nacional del PAN, lo nombró como coordinador de la Comisión de Planeación Estratégica del partido rumbo a las Elecciones de 2009. El 25 de enero de 2009 se registró como aspirante a la candidatura de su partido a diputado federal por el XV Distrito Electoral Federal del Distrito Federal, resultado electo en las elecciones del 5 de julio.

### Presidente nacional del PAN
El 15 de julio se anunció que se registraría como candidato a la Presidencia Nacional del PAN, ante la renuncia de Germán Martínez Cázares; descartando a la vez que ante su registro fuera a dejar de ejercer la diputación para la que ha sido electo; se registró formalmente como candidato a la presidencia del PAN el 16 de julio. El 8 de agosto de 2009, fue elegido con 290 votos a favor y 39 en contra.
El 2 de marzo de 2010 solicitó licencia al cargo de diputado federal por el Distrito XV del Distrito Federal, sin embargo, la solicitud fue rechazada por mayoría de votos en la Cámara de Diputados, principalmente de diputados del PRI y del PRD. El 4 de diciembre de 2010 concluyó su periodo como Presidente del PAN, al ser electo como su sucesor Gustavo Madero Muñoz.

### Acusaciones
El 14 de mayo de 2013 Petróleos Mexicanos demandó en Estados Unidos a César Nava por intento de fraude contra la empresa cuando se desempeñó como Director Jurídico de la misma en 2002 al supuestamente impedir que se cobrara un cheque por USD 102 millones a favor de PEMEX; hecho que fue rechazo el mismo día por el señalado.